# Familia de Crépon
La familia normanda de Crépon, originaria de Sauqueville y Arques-la-Bataille (Alta Normandía), debió su nombre a la villa de Crépon (Bessin). Se trató de un linaje danés que llegó a Normandía junto con Rollón el Vikingo, y a Inglaterra junto con Guillermo el Conquistador.

## Orígenes e historia
Roricon de Crépon (n. c. 870), jarl venido de Dinamarca, se afincó en el ducado de Normandía, convirtiéndose en el primer señor de Crépon y fundador de esa familia.
Su hijo Ranulfo (n. c. 900) se casó con la princesa Gunnor de Dinamarca. Un nieto de este matrimonio, Herfast de Crépon (Herbastus), fue el padre de Gunnor de Crépon, duquesa de Normandía por su casamiento a la danesa con Ricardo I Sin Miedo, de suerte que la familia se emparentó estrechamente con la casa ducal.
De hecho, durante la primera mitad del siglo XI, sus miembros llegarían a desplazar a los propios rollónidas -«hijos de Rollón»- en el favor de los duques Roberto I el Diablo y Guillermo II el Bastardo –Guillermo el Conquistador de Inglaterra-.
Dos miembros de la casa de Crépon, Osbern de Crépon y Turquetil, serían colaboradores cercanos de Roberto; tras la muerte de éste, se convertirían en tutores de Guillermo y, por tanto, regentes del ducado.
Durante la segunda mitad del siglo XI, la siguiente generación de Crépon -Guillermo, hijo de Osbern, Roger de Beaumont, Roger II de Montgomery- jugaría un rol fundamental en el gobierno de Normandía y la conquista de Inglaterra.

## Genealogía
```
Roricon de Crépon

│
¦
¦
└─> Herfast (Herbastus) de Crépon (
c.
 911- 
c.
 981)
    │
    ├─> 
Gunnor de Crépon

    │       × 
Ricardo I de Normandía

    │       │
    │       └─> 
Ricardo II de Normandía

    │               │
    │               └─> 
Roberto I de Normandía

    │                        │
    │                        └─>
Guillermo el Conquistador

    │
    ├─> 
Herfast de Crépon
 (
c.
 955-985)
    │       │
    │       └─> 
Osbern de Crépon
 († 1041), 
senescal
 de Normandía
    │               × Emma de Ivry
    │              │
    │              └─> 
Guillermo FitzOsbern
 († 1071), señor de 
Breteuil
 y conde de 
Hereford

    │                        × Adelina de Tosny
    │                       │
    │                       ├─> Guillermo I de Breteuil
    │                       │
    │                       └─> Roger de Breteuil, conde de Hereford
    │
    ├─> Duvelina
    │       │
    │       └─> Aubrée
    │           × 
Onfroi de Vieilles

    │              │
    │              └─> 
Roger de Beaumont

    │
    ├─> Sainsfrida
    │        │
    │        └─> Josceline
    │              │
    │              └─> 
Roger II de Montgomery
, señor de 
Belesma
 y conde de 
Shrewsbury

    │                  × 
Mabel de Bellême
 
    │
    └─> ?
             │
             └─> Beatriz
                   │
                   └─> 
Guillermo de Warenne
, 
conde de Surrey
```

- Datos: Q729234